# Sangkaran
Sangkaran is een bestuurslaag in het regentschap Tapanuli Utara van de provincie Noord-Sumatra, Indonesië. Sangkaran telt 703 inwoners (volkstelling 2010).